# Anrie Chase
Anrie Chase (jap. チェイス・アンリ; * 24. März 2004 in Yokosuka) ist ein japanisch-amerikanischer Fußballspieler.

## Karriere

### Verein
Im Alter von drei Jahren ging Chase mit seiner japanischen Mutter und seinem US-amerikanischen Vater nach Texas. Nachdem die Familie nach Japan zurückgekehrt war, spielte er für die Nagasawa Junior High School, den FC Shonan und die Shoshi High School. Chase wechselte zur Saison 2022/23 zum VfB Stuttgart, bei dem er zunächst der zweiten Mannschaft angehörte. Ihm gelang mit dem VfB II in der Spielzeit 2023/24 in der Regionalliga Südwest durch die Meisterschaft der Aufstieg in die 3. Profi-Liga. Ab dem Ende der Bundesligasaison 2023/24 gehörte Chase regelmäßig zum Kader der ersten Mannschaft der Schwaben, die Deutscher Vizemeister wurde.
Am 2. Spieltag der Saison 2024/25 kam Chase am 11. August 2024 für den VfB Stuttgart II beim 3:1-Heimsieg gegen den TSV 1860 München zu seinem Drittligadebüt. Am 24. August 2024 gab er dann auch sein Debüt in der 1. Bundesliga, als er bei der 1:3-Niederlage gegen den SC Freiburg in der 65. Minute für Pascal Stenzel eingewechselt wurde.
Im August 2025 wechselte er zum österreichischen Bundesligisten FC Red Bull Salzburg, bei dem er einen bis 2030 laufenden Vertrag erhielt.

### Nationalmannschaft
Chase nahm mit der japanischen U23-Nationalmannschaft an der U23-Asienmeisterschaft 2022 teil und erreichte dabei den dritten Platz. Bei der U20-Weltmeisterschaft 2023 spielte er für das U20-Nationalteam Japans.

## Titel
- Deutscher Pokalsieger: 2025 (VfB Stuttgart)
- Meister der Regionalliga Südwest und Aufstieg in die 3. Liga: 2024 (VfB Stuttgart II)